# عيسى آل كثير
عيسى آل كثير (بالفارسية: عیسی آل‌کثیر) (7 فبراير 1990 –) هو لاعب كرة قدم إيراني يلعب كمهاجم لنادي برسيبوليس في دوري المحترفين الإيراني.

## مسيرته الرياضية

### بيرسبوليس
في 1 سبتمبر 2020، وقع عيسى عقدًا لمدة عامين مع بيرسيبوليس بطل الدوري الإيراني للمحترفين. في 24 سبتمبر، سجل هدفه الأول مع فريق بيرسيبوليس في الفوز 4-0 على الشارقة في دور المجموعات بدوري أبطال آسيا 2020. في 27 سبتمبر، سجل هدف الفوز في الفوز 1-0 على السد في دور الـ16 من دوري أبطال آسيا. في 30 سبتمبر، سجل هدفين في الفوز 2-0 على باختاكور في ربع نهائي دوري أبطال آسيا. بعد ذلك، أوقف الاتحاد الآسيوي عيسى آل كثير لمدة 6 أشهر وغرمه 10 آلاف دولار لأن احتفاله بهدفه في المباراة اعتبر «تمييزاً عنصرياً». على الرغم من أنه قد قام بهذه الإيماءة من قبل.